# 有溝小花介
有溝小花介（学名：Cytherelloidea sulcata）为小浪花介科小花介屬下的一个种。